# Stichting GEZEN

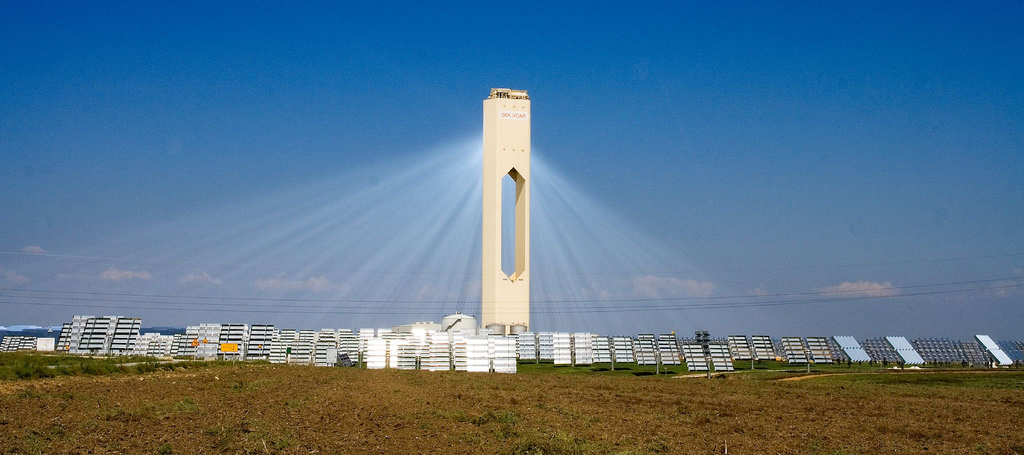
Zonnetoren bij Sevilla, Spanje

De stichting GEZEN (bevordering van Grootschalige Exploitatie van Zonne-ENergie) is in 2004 opgericht met als doel het propageren van grootschalige bouw van zon-thermische energiecentrales en zon-thermische waterontziltingsinstallaties in het mediterrane gebied en rond de Rode Zee.
De stichting probeert dit doel te realiseren door voorlichting via de media, op scholen en bedrijven en door beïnvloeding van overheden, politici en internationale organisaties.
Bij een thermische zonnecentrale wordt een stoomturbine via spiegels van zonnewarmte voorzien. Door toepassing van een groot spiegeloppervlak, en de spiegels een parabolische vorm te geven, worden hoge temperaturen bereikt. De warmte wordt meestal opgeslagen in tanks met vloeibaar zout. De stoomturbine, welke een generator aandrijft, verbruikt de warmte op tijden waarin de elektriciteit de hoogste waarde heeft, dus vaak pas na zonsondergang. 
Rond 1990 zijn in Californië een groot aantal  thermische zonnecentrales gebouwd. Tijdens de oprichting van de Stichting GEZEN leverden de grootste centrales een factor 3 goedkopere  zonne-energie dan de toen in opkomst zijnde zonnepanelen die met foto-voltaische  zonnecellen werken. Desondanks was deze techniek toen nagenoeg in vergetelheid geraakt, en stond de ontwikkeling vrijwel stil, tot ergernis van de oprichters van de Stichting GEZEN. Gelukkig is er vanaf 2005 weer geïnvesteerd in deze techniek, en staan er wereldwijd ongeveer 6 gigawatt aan thermische zonnecentrales dagelijks zonne-energie te produceren. De techniek staat internationaal bekend onder de term CSP: concentrating solar power.
Onder andere fysicus en politicus Jan Terlouw is een verklaard voorstander van deze techniek, in zijn visie als overbrugging totdat energie uit kernfusie beschikbaar zal zijn.